# Runemaster
Runemaster là một trò chơi nhập vai sắp ra mắt được phát triển bởi hãng Paradox Development Studio. Trước đây gọi là Dự án Nero, cốt truyện của game sẽ được dựa trên thần thoại Bắc Âu và trò chơi sẽ có nội dung được tạo ra theo trình tự. Clausewitz Engine được sử dụng trong trò chơi, lần đầu tiên nó được dùng cho bất cứ điều gì ngoại trừ một tựa game chiến lược. Runemaster lấy bối cảnh gồm sáu trong chín thế giới của thần thoại Bắc Âu: Midgård, Jotunheim, Muspelheim, Helheim, Alfheim & Svartalfheim.